# Можичин-Влосцянський
Можичин-Влосцянський (пол. Morzyczyn Włościański) — село в Польщі, у гміні Садовне Венґровського повіту Мазовецького воєводства.
Населення — 202 особи (2011).
У 1975-1998 роках село належало до Седлецького воєводства.

## Демографія
Демографічна структура станом на 31 березня 2011 року:
|          | Загалом | Допрацездатний вік | Працездатний вік | Постпрацездатний вік |
| -------- | ------- | ------------------ | ---------------- | -------------------- |
| Чоловіки | 88      | 14                 | 55               | 19                   |
| Жінки    | 114     | 23                 | 49               | 42                   |
| Разом    | 202     | 37                 | 104              | 61                   |